# تورا بورا

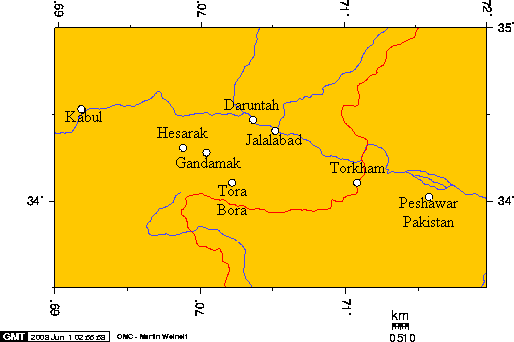
محل تورا بورا در رابطه با جلال‌آباد و دیگر شهرستانها در استان‌های ننگرهار، کابل و پیشاور

تورا بورا یا توره بوره (پشتو: توره بوړه، «غار سیاه») غار پیچیده‌ای در بخشی از سفیدکوه در رشته کوه‌های شرق افغانستان است. این غار در ولسوالی پچیر و اگام ننگرهار تقریباً ۵۰ کیلومتر (۳۱ مایل) غرب از تنگهٔ خیبر و ۱۰ کیلومتر (۶٫۲ مایل) شمال مرز مناطق قبیله‌ای دولت فدرال تحت ادارهٔ پاکستان واقع شده‌است. توره بوره به عنوان دژ شناخته‌شدهٔ طالبان در زمان جنگ علیه اتحاد جماهیر شوروی در دههٔ ۱۹۸۰ استفاده می‌شد. این غار و اطراف محدودهٔ کوه سفید غار به صورت طبیعی توسط سنگ آهک تشکیل شده‌است. تورا بورا بعدها به یک مجتمع تأمین مالی‌شده توسط سازمان سیا برای مجاهدین گسترش یافت.